# Liste der Bodendenkmäler in Laaber
Auf dieser Seite sind die Bodendenkmäler in dem Oberpfälzer Markt Laaber zusammengestellt. Diese Tabelle ist eine Teilliste der Liste der Bodendenkmäler in Bayern. Grundlage ist die Bayerische Denkmalliste, die auf Basis des Bayerischen Denkmalschutzgesetzes vom 1. Oktober 1973 erstmals erstellt wurde und seither durch das Bayerische Landesamt für Denkmalpflege geführt wird. Die folgenden Angaben ersetzen nicht die rechtsverbindliche Auskunft der Denkmalschutzbehörde.

## Bodendenkmäler in Laaber

### Gemarkung Bergstetten
| Lage                   | Objekt | Akten-Nr.     | Bild |
| ---------------------- | --- | ------------- | ---- |
| Bergstetten (Standort) | Archäologische Befunde des Mittelalters und der frühen Neuzeit im Bereich der katholischen Filialkirche St. Laurentius in Bergstetten, darunter die Spuren von Vorgängerbauten bzw. älterer Bauphasen. | D-3-6937-0215 |      |
| Bergstetten (Standort) | Archäologische Befunde der frühen Neuzeit im Bereich des ehemaligen Schlosses von Bergstetten. | D-3-6937-0216 |      |

### Gemarkung Brunn
| Lage             | Objekt                                              | Akten-Nr.     | Bild |
| ---------------- | --------------------------------------------------- | ------------- | ---- |
| Brunn (Standort) | Vorgeschichtlicher Bestattungsplatz mit Grabhügeln. | D-3-6937-0064 |      |
| Brunn (Standort) | Vorgeschichtlicher Bestattungsplatz mit Grabhügeln. | D-3-6937-0065 |      |

### Gemarkung Endorf
| Lage              | Objekt | Akten-Nr.     | Bild |
| ----------------- | --- | ------------- | ---- |
| Endorf (Standort) | Vorgeschichtlicher Bestattungsplatz mit mindestens drei Grabhügeln.                                                | D-3-6837-0010 |      |
| Endorf (Standort) | Mesolithische Freilandstation spätlatènezeitliche Höhensiedlung, frühmittelalterliche Befestigung Eselsburg.       | D-3-6937-0005 |      |
| Endorf (Standort) | Vorgeschichtlicher Grabhügel.                                                                                      | D-3-6937-0006 |      |
| Endorf (Standort) | Vorgeschichtlicher Bestattungsplatz mit Grabhügeln.                                                                | D-3-6937-0007 |      |
| Endorf (Standort) | Vorgeschichtlicher Bestattungsplatz mit mindestens acht Grabhügeln.                                                | D-3-6937-0008 |      |
| Endorf (Standort) | Vorgeschichtlicher Bestattungsplatz mit verebneten Grabhügeln.                                                     | D-3-6937-0009 |      |
| Endorf (Standort) | Vorgeschichtlicher Bestattungsplatz mit mindestens einem Grabhügel.                                                | D-3-6937-0011 |      |
| Endorf (Standort) | Mesolithische Freilandstation, Siedlung der Spätlatènezeit.                                                        | D-3-6937-0012 |      |
| Endorf (Standort) | Spätpaläolithische und mesolithische Freilandstation, latènezeitliche Siedlung.                                    | D-3-6937-0013 |      |
| Endorf (Standort) | Mesolithische Freilandstation.                                                                                     | D-3-6937-0014 |      |
| Endorf (Standort) | Vorgeschichtlicher Bestattungsplatz mit verebneten Grabhügeln, Siedlung vor- und frühgeschichtlicher Zeitstellung. | D-3-6937-0082 |      |
| Endorf (Standort) | Vorgeschichtlicher Bestattungsplatz mit verebneten Grabhügeln.                                                     | D-3-6937-0083 |      |
| Endorf (Standort) | Mesolithische Freilandstation.                                                                                     | D-3-6937-0099 |      |
| Endorf (Standort) | Höhensiedlung der Frühlatènezeit.                                                                                  | D-3-6937-0104 |      |
| Endorf (Standort) | Archäologische Befunde der frühen Neuzeit im Bereich der katholischen Filialkirche Mariä Geburt in Endorf.         | D-3-6937-0219 |      |
| Endorf (Standort) | Vorgeschichtliche Siedlung.                                                                                        | D-3-6937-0253 |      |

### Gemarkung Großetzenberg
| Lage                     | Objekt | Akten-Nr.     | Bild |
| ------------------------ | --- | ------------- | ---- |
| Großetzenberg (Standort) | Vorgeschichtlicher Bestattungsplatz mit Grabhügeln. | D-3-6937-0052 |      |
| Großetzenberg (Standort) | Verebnete vorgeschichtliche Grabhügel. | D-3-6937-0086 |      |
| Großetzenberg (Standort) | Mittelalterlicher Burgstall Durchelenburg. | D-3-6937-0087 |      |
| Großetzenberg (Standort) | Bestattungsplatz der Bronzezeit und der Frühlatènezeit mit Grabhügeln. | D-3-6937-0088 |      |
| Großetzenberg (Standort) | Vorgeschichtlicher Bestattungsplatz mit mindestens zwei Grabhügeln. | D-3-6937-0089 |      |
| Großetzenberg (Standort) | Mesolithische Freilandstation, Siedlung der Frühlatènezeit. | D-3-6937-0090 |      |
| Großetzenberg (Standort) | Verebnete Befestigung vor- und frühgeschichtlicher Zeitstellung. | D-3-6937-0095 |      |
| Großetzenberg (Standort) | Jungpaläolithische Freilandstation, Eisenschlackenhalden. | D-3-6937-0105 |      |
| Großetzenberg (Standort) | Archäologische Befunde des Mittelalters und der frühen Neuzeit im Bereich der katholischen Nebenkirche St. Joseph in Weißenkirchen, darunter die Spuren von Vorgängerbauten bzw. älterer Bauphasen.               | D-3-6937-0230 |      |
| Großetzenberg (Standort) | Archäologische Befunde des Mittelalters und der frühen Neuzeit im Bereich der katholischen Filialkirche St. Johannes der Täufer in Großetzenberg, darunter die Spuren von Vorgängerbauten bzw. älterer Bauphasen. | D-3-6937-0232 |      |

### Gemarkung Laaber
| Lage              | Objekt | Akten-Nr.     | Bild |
| ----------------- | --- | ------------- | ---- |
| Laaber (Standort) | Mittelalterlicher Burgstall. | D-3-6937-0096 |      |
| Laaber (Standort) | Höhle H 49 mit vorgeschichtlichen Funden. | D-3-6937-0097 |      |
| Laaber (Standort) | Mesolithische Freilandstation. | D-3-6937-0098 |      |
| Laaber (Standort) | Archäologische Befunde des Mittelalters und der frühen Neuzeit im Bereich der historischen Marktsiedlung Laaber.                                                                              | D-3-6937-0234 |      |
| Laaber (Standort) | Archäologische Befunde des Mittelalters und der frühen Neuzeit im Bereich der katholischen Pfarrkirche St. Jakobus in Laaber, darunter die Spuren von Vorgängerbauten bzw. älterer Bauphasen. | D-3-6937-0235 |      |
| Laaber (Standort) | Archäologische Befunde der mittelalterlichen Marktbefestigung von Laaber mit Mauer und vorgelegtem Graben, darunter die Spuren abgegangener Tore und Türme.                                   | D-3-6937-0236 |      |
| Laaber (Standort) | Archäologische Befunde des Mittelalters und der frühen Neuzeit im Bereich der Burgruine Laaber.                                                                                               | D-3-6937-0237 |      |
| Laaber (Standort) | Untertägige Befunde im Bereich des Hofbaus bzw. Pauhofs, ehemalige Ökonomiehof der Burg Laaber.                                                                                               | D-3-6937-0238 |      |